# Bödeli

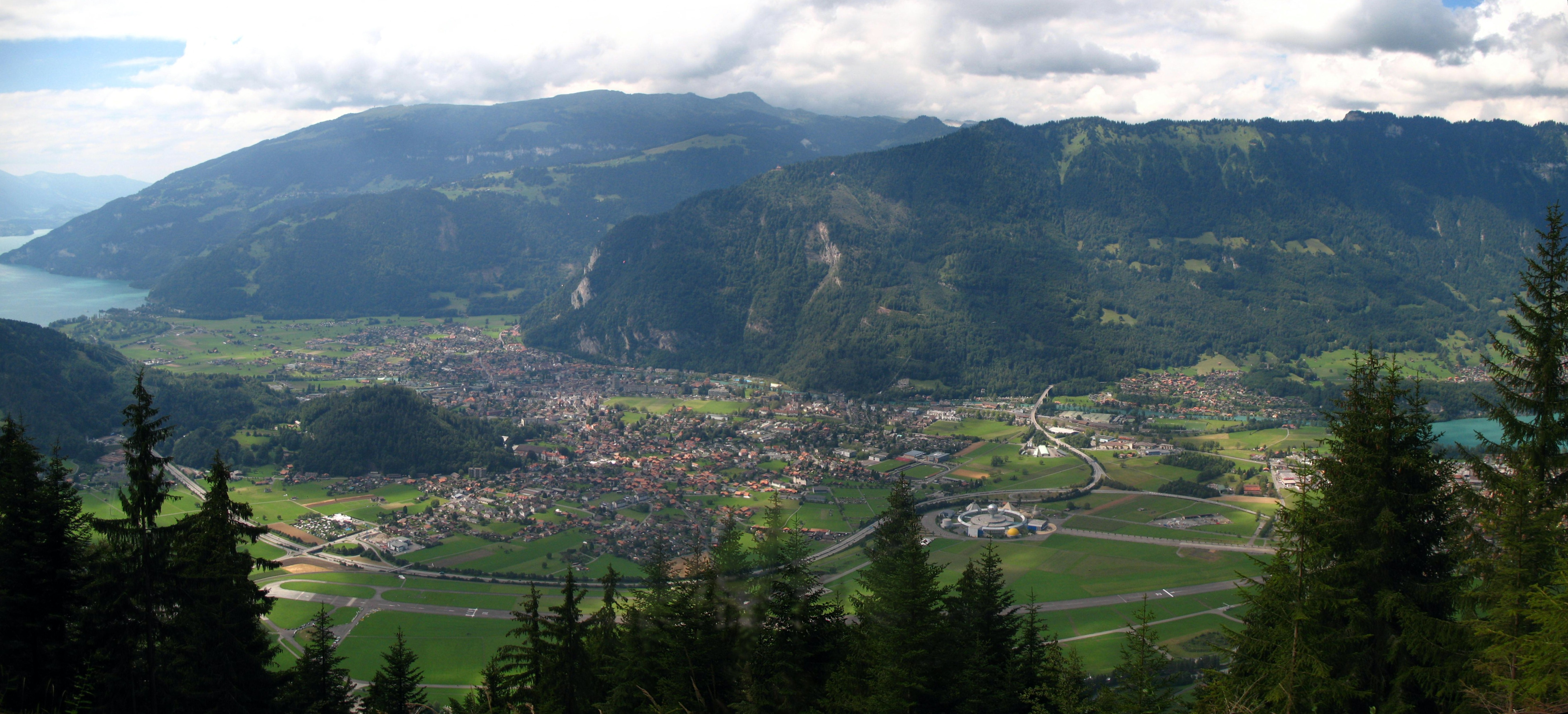
Das Bödeli

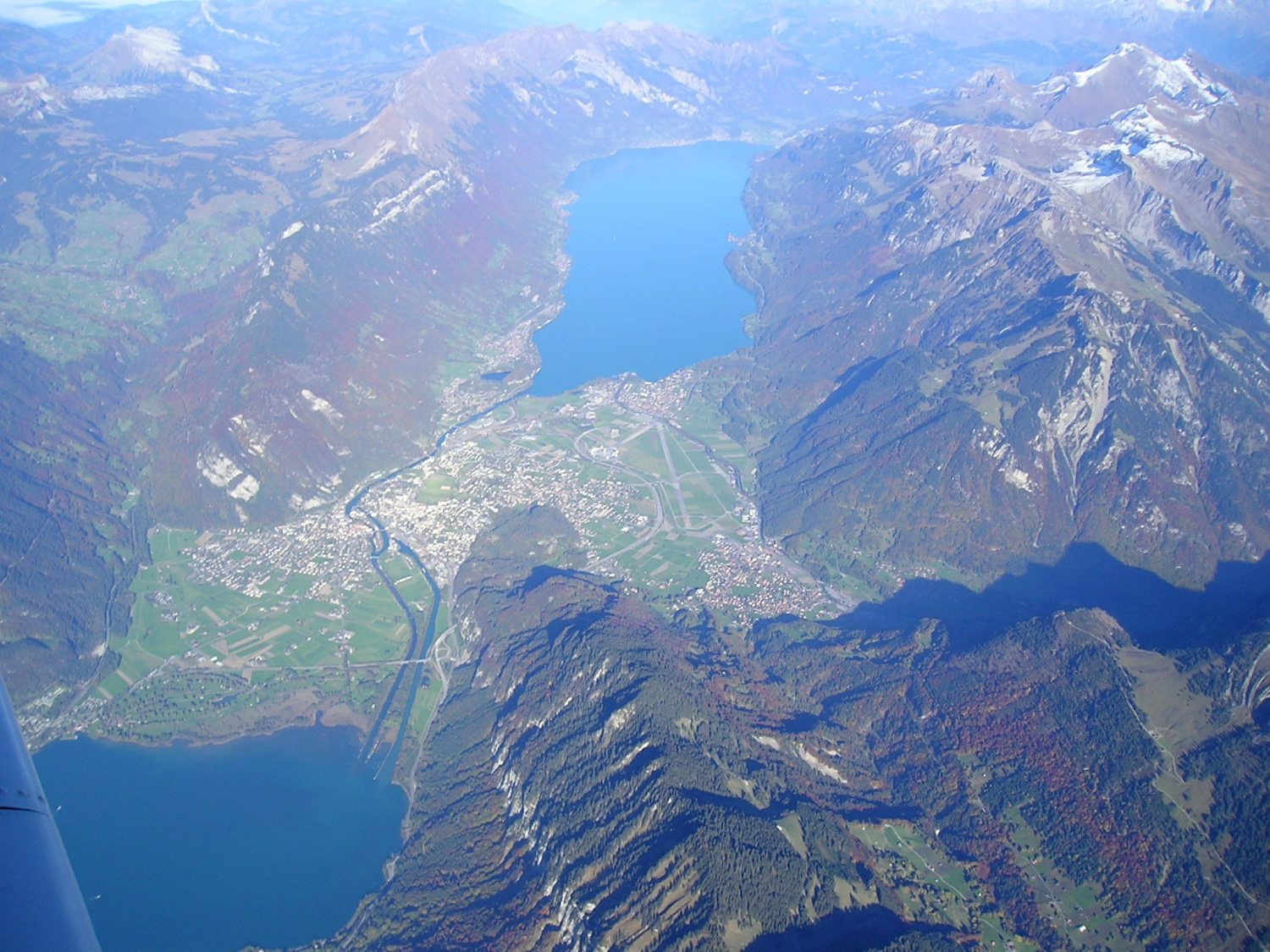
Das Bödeli aus 4000 m Höhe

Das Bödeli ist die Schwemmebene zwischen Thuner- und Brienzersee im Berner Oberland. Es wird von der Aare durchflossen.
Auf dem Bödeli befinden sich die Gemeinden Unterseen, Interlaken und Matten, welche ein geschlossenes Siedlungsgebiet bilden, sowie am Südrand die Gemeinden Wilderswil und Bönigen. Auf dem Bödeli stand ausserdem die Burg Unspunnen, bei deren Ruine 1805 erstmals das Unspunnenfest stattfand.
Im Zweiten Weltkrieg befanden sich das Armeehauptquartier General Guisans und der Reduitflugplatz Interlaken auf dem Bödeli, beschützt von fünf Artilleriewerken der Bödeliwerke in den Felswänden rund um das Bödeli.
Der Aargletscher stiess während der letzten Eiszeit bis zum Jura vor. Nach dem Rückzug des Gletschers bildete sich ein durchgehender See, der Wendelsee, von Meiringen bis Thun. Der Lombach von Habkern her und die Lütschine lagerten Geschiebe im See ab. Diese beiden Schwemmgebiete wuchsen von Norden und Süden her zusammen und bildeten so das Bödeli.
Von Südwesten her ragt ein Hügelzug, der Rugen, ins Bödeli hinein. Nach ihm ist die Brauerei Rugenbräu benannt.
Auf dem Bödeli überqueren rund 20 Brücken und Stege die Aare.
Koordinaten: 46° 41′ 6″ N, 7° 51′ 48″ O; CH1903: 632500 / 170500